# Seo Shin-ae
Seo Shin-ae (Hwaseong, 20 de octubre de 1998) es una actriz surcoreana.

## Carrera
Debutó en 2004 en un comercial de Seúl Leche. A continuación, llegó a ser conocida como actriz infantil, en particular en la película Encontrar la pareja de Papá (2007), y los dramas Gracias (2007), Rencor: La Revuelta de Gumiho (2010), y La Reina del Salón de clases (2013).

## Filmografía

### Serie de televisión
| Año         | Título                                | Rol                              | Red           |
| ----------- | ------------------------------------- | -------------------------------- | ------------- |
| 2007        | Thank You                             | Lee Bom                          | MBC           |
| 2009        | Glory of Youth                        | Lee Soon-ja                      | KBS1          |
| 2009        | High Kick Through The Roof            | Shin Shin-ae                     | MBC           |
| 2010        | Grudge: The Revolt of Gumiho          | Yoon Cho-ok                      | KBS2          |
| 2010        | Drama Special "Boy Meets Girl"        | Lee Ji-wan                       | KBS2          |
| 2012        | Drama Special "SOS - Save Our School" | Bang Shi-yeon                    | KBS2          |
| 2013        | Incarnation of Money                  | Bok Jae-in                       | SBS           |
| 2013        | The Queen's Classroom                 | Eun Bo-mi                        | MBC           |
| 2014        | Naughty Ceratops Koriyo               | Tree (voz)                       | KBS2          |
| 2014        | Potato Star 2013QR3                   | Seo Shin-ae (cameo, episodio 79) | tvN           |
| 2014        | Climb the Sky Walls                   | (cameo)                          | KBS2          |
| 2016        | W                                     | (cameo)                          | MBC           |
| 2016        | Nightmare Teacher                     | Kim Seul Ki                      | Naver TV Cast |
| 2016 - 2017 | Solomon's Perjury                     | Park Cho-rong                    | JTBC          |

### Cine
| Año  | Título              | Rol       |
| ---- | ------------------- | --------- |
| 2005 | Mr. Housewife       | Da-na     |
| 2007 | Meet Mr. Daddy      | Woo Joon  |
| 2007 | My Love             | Hye-young |
| 2012 | Yona Yona Penguin   | Coco      |
| 2014 | My Love, My Bride   | Jae-kyung |
| 2015 | Wonderful Nightmare | Ha-neul   |
| 2017 | Mothers             | Joo-mi    |

## Premios y nominaciones
| Año  | Categoría                | Premios                 | Trabajo                    | Resultado |
| ---- | ------------------------ | ----------------------- | -------------------------- | --------- |
| 2009 | Best Young Actor/Actress | MBC Entertainment Award | High Kick Through The Roof | Ganó      |